# オスカル・フランシスコ・ガルシア・キンテラ
ピンチ（Pinchi）ことオスカル・フランシスコ・ガルシア・キンテラ（Óscar Francisco García Quintela、1996年1月17日 - ）は、スペイン・ガリシア州ア・コルーニャ出身のサッカー選手。ラシン・フェロル所属。ポジションはFW。

## 経歴
ガリシア州のア・コルーニャに生まれ、自身が9歳の時に地元のクラブであるデポルティーボ・ラ・コルーニャのカンテラに入団した。2015年12月16日、コパ・デル・レイのUEリャゴステラ戦にてトップチームデビューを果たすと、2017年1月20日、UDラス・パルマスとの試合にて、ホセルとの途中交代でラ・リーガデビューを飾った。
しかし、デポルティーボでのトップチーム定着には至らず、2018年に退団以降は国内のセミプロのクラブを転々とした。
2021年7月19日、セグンダ・ディビシオンに所属していたUDラス・パルマスに3年契約で移籍した。
2022年8月30日、2022-23シーズンはCDミランデスへレンタル移籍することが決定した。
2023年8月10日、チャイクル・リゼスポルに移籍した。
2024年2月1日、2023-24シーズン終了までラシン・フェロルへレンタル移籍することが決定した。